# Lambiekbrouwerij
Een lambiekbrouwerij of lambikbouwerij is een brouwerij die het bier lambiek brouwt op basis van wilde gisting en ervan bieren op fles steekt zoals geuze en kriek. Het brouwseizoen is rond de winterperiode van oktober tot april. De meeste lambiekbrouwerijen bevinden zich in de Zennevallei en het Pajottenland in België, ten zuidwesten van Brussel.
Daarnaast kent men als geuzeproducent ook geuzestekerijen die niet zelf brouwen maar wel brouwsels (wort) kopen van lambiekbrouwerijen. Dat leggen ze op hun eigen houten vaten om lambiek te bekomen, om er dan geuze en afgeleide fruitbiersoorten op fles van te steken.

## Geschiedenis
Bier brouwen van wilde gisting gaat minstens tot 13.000 jaren terug. De oudste gekende grootschalige brouwerij werd gevonden op een archeologische site in Abydos, een 'heilige' stad in het zuiden van Egypte waar veel herdenkingstempels voor farao's staan en waar de eerste farao's begraven werden. Volgens studies kon er tegelijkertijd 22.400 liter gebrouwen bier worden. Gedacht wordt dat de brouwerij van rond 3000 v.Chr. afstamt en dat het bier gebruikt werd bij de koninklijke rituelen.
In een ordonnantie uit 1560 staat een recept beschreven dat dicht staat bij de huidige manier van lambiek brouwen. Zo staat erin vermeld dat men minstens 30% tarwe moet gebruiken.
In een verkoopsacte, opgesteld in februari 1817 vermeldt de notaris 'geelen alambic' en 'bruynen alambic'. Het is onzeker waar de naam lambiek vandaan komt. Het zou een afgeleide kunnen zijn van het distilleerstoestel alambiek waarmee men ook brouwde, of van de gemeente Lembecq (nu: Lembeek) in Brabant, België waar heel wat brouwerijen ontstonden na de Franse Revolutie, dat er voor had gezorgd dat in die 'vrije' gemeente geen taksen moest betaald worden.
De naam geuze wordt voor het eerst vermeld op 18 oktober 1844 in de krant L'indépendance belge. Een artikel vertelt over de uitvoer van Belgisch bier naar het Midden-Oosten: 200 flessen gueuse-lambick werden bij een Brussels brouwer aangekocht en naar Constantinopel gestuurd voor rekening van sultan Abdul Medjid. Echter hierbij is het ook onzeker of het over dezelfde geuze gaat zoals we die nu kennen in zijn huidige vorm.
Begin twintigste eeuw waren er meer dan honderd lambiekbrouwerijen en geuzestekerijen in en rond Brussel. Door hevige concurrentie met andere biersoorten bleven er in de jaren 90 nog maar een tiental over. In 1997 verenigden de meeste geuzeproducenten zich in een organisatie genaamd Hoge Raad voor Ambachtelijke Lambiekbieren (HORAL) met als doel de promotie en bescherming van de ambachtelijke lambiekbieren. Sinds hun opstart organiseren ze een tweejaarlijkse gezamenlijke opendeurdag Toer de Geuze.
Dankzij hernieuwde, zelfs wereldwijde interesse in lambiekbieren zijn er sinds 2009 enkele nieuwe geuzeproducenten bijgekomen.

## Hedendaagse lambiekbrouwerijen

### Pajottenland en Zennevallei
- Brouwerij Belle-Vue, Zuun, Sint-Pieters-Leeuw (behorende tot de groep AB Inbev)
- Brouwerij Boon, Lembeek (familiebedrijf en oprichter van HORAL)
- Brussels Beer Project, Brussel (Anderlecht)[3]
- Brouwerij Cantillon, Brussel (Anderlecht)
- Brouwerij Den Herberg, Buizingen (lid van HORAL)
- Brouwerij De Troch, Wambeek (lid van HORAL)
- 3 Fonteinen, Beersel
- Brouwerij Eylenbosch, Kobbegem[4]
- Brouwerij Girardin, Sint-Ulriks-Kapelle
- Lambiek Fabriek, Sint-Pieters-Leeuw (eigen lambiek wordt gebrouwen bij andere brouwerijen) (lid van HORAL)
- Brouwerij Kestemont, Sint-Gertrudis-Pede (waarnemend lid van HORAL)
- Brouwerij Lindemans, Vlezenbeek (lid van HORAL)
- Brouwerij Mort Subite, Kobbegem (behorende tot de groep Heineken nv en lid van HORAL)
- Brouwerij Oud Beersel, Beersel (eigen lambiek wordt gebrouwen bij Brouwerij Boon) (lid van HORAL)
- Brouwerij Timmermans, Itterbeek (behorende tot de groep John Martin en lid van HORAL)
- Gueuzerie Tilquin, Bierghes (lid van HORAL)

### West-Vlaanderen
- Brouwerij Omer Vander Ghinste Bellegem
- Brouwerij Van Honsebrouck, Ingelmunster

## Lambiekfestivals
- Toer de Geuze, tweejaarlijks eind april, organisatie: HORAL
- Weekend der Spontane Gisting (Opstal), eind mei, organisatie: Zythos vereniging Bierpallieters
- Dag(en) van de Geuze (Halle), half oktober, organisatie: Zythos vereniging De Lambikstoempers ism Streekproducten Centrum Halle
- Dag van de Kriek & Nacht van de Grote Dorst (Eizeringen), organisatie: café In de Verzekering tegen de Grote Dorst
- Quintessence (Anderlecht), tweejaarlijks, organisatie: brouwerij Cantillon